# It’s Okay!
It’s Okay! (deutscher Festivaltitel It’s Okay!) ist ein südkoreanischer Spielfilm für Kinder unter der Regie von Kim Hye-young aus dem Jahr 2023. Er erlebte im Februar 2024 auf der Berlinale seine internationale Premiere in der Sektion Berlinale Generation.

## Handlung
Die Oberschülerin In-young macht an einer renommierten Tanzschule eine Ausbildung in klassischem koreanischem Tanz. Als ihre Mutter bei einem Autounfall ums Leben kommt, ist sie ohne Hilfe ganz auf sich allein gestellt und soll in ein Kinderheim eingewiesen werden. Wegen ihres Mietrückstands wird sie aus der Wohnung geworfen, und sie zieht heimlich in die Tanzschule. Deren für ihre Strenge bekannte künstlerische Leiterin Seol-ah ("Die Hexe") entdeckt den Zufluchtsort und gewährt ihr vorübergehend im eigenen Zuhause eine Notunterkunft. In der Tanzschule wird In-young gemobbt. Als die Lage eskaliert, kommt es zu einer Schlägerei mit Sachschaden, und der bevorstehende öffentliche Auftritt zum Jubiläum der Tanzschule ist in Gefahr. Zugleich nähern sich die Teenagerin und ihre Gastgeberin an. Die Choreografin lässt sich von der heiteren Lebenseinstellung des Mädchens anziehen, löst sich von ihren steifen Gewohnheiten und übernimmt die Vormundschaft für die Elternlose.

## Produktion

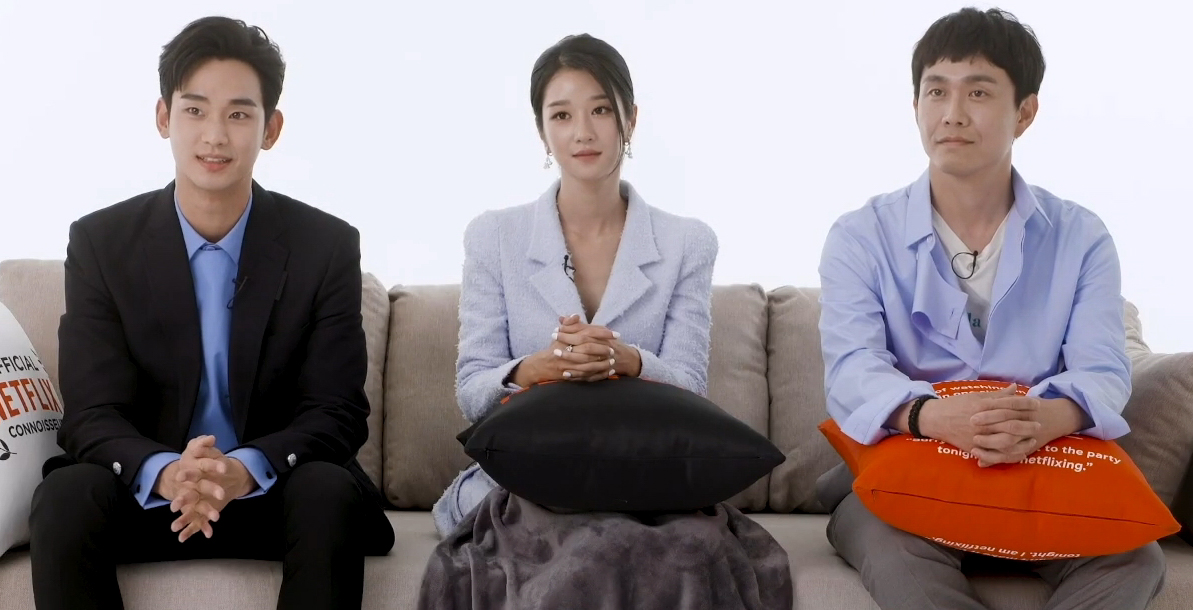
Filmteam von It's Okay, 2020

### Filmstab
Regie führte Kim Hye-young, It’s Okay! ist ihr Debütfilm. Das Drehbuch stammt von ihr und Cho Hongjun. Die Kameraführung lag in den Händen von Lee Seokmin, die Musik komponierte Kim Junseok und für den Filmschnitt war Lee Ganghee verantwortlich.
In wichtigen Rollen sind Lee Re als In-young und Jin Seo-yeon als Leiterin der Tanzschule zu sehen. Die 17-jährige Lee Re feierte bereits mit sieben Jahren ihren Durchbruch als Kinderdarstellerin in Lee Joon-iks Drama Hope. 

### Produktion und Förderungen
Produziert wurde der Film von Song Wonseok, Produktionsfirma war Twomen Film.

### Dreharbeiten und Veröffentlichung
Premiere war am 6. Oktober 2023 auf dem Busan International Film Festival.
Im Februar 2024 folgte auf der Berlinale die internationale Premiere in der Sektion Berlinale Generation.

## Rezeption
Gabriele Summen lobte auf nd-aktuell.de, die Tanzsequenzen seien stimmig in die Handlung integriert und überzeugten durch die Körperbeherrschung und Konzentrationsfähigkeit der Darbietenden. Lee Res schauspielerische Leistung sei mitreißend. Allerdings sei der Verlauf der Geschichte „recht absehbar“ und der Film fiele „unverhohlen in die Kategorie märchenhafte Mutmachfilme, in der Freundschaft und Gemeinschaftssinn als Schlüssel zum Glück verkauft werden.“ Doch Optimismus und Fröhlichkeit der Protagonistin bewirkten, dass Kino hier zu „ein[em] Ort der Zuflucht und des Träumens“ werde, was gerade für junge Menschen seine Berechtigung habe.
Auch generation-reports.de lobte den Film trotz der Vorhersehbarkeit der Entwicklung der Handlung: Er sei dramaturgisch gut aufgebaut, fröhlich, ja lustig und mitreißend und spreche wichtige Themen auf lockere Art an. So zeige er etwa Erwartungen von außen und Mobbing in einer leistungsorientierten Gesellschaft. Nicht die Trauer stehe im Zentrum, sondern der offene, positive Umgang der Protagonistin mit ihrer Situation.

## Auszeichnungen und Nominierungen
- 2024: Hauptpreis Gläserner Bär des Kinderprogramms Generation der Internationalen Filmfestspiele Berlin Berlinale[6]